# Dorset East and Hampshire West (circonscription du Parlement européen)
Dorset East and Hampshire West était une circonscription du Parlement européen couvrant la majeure partie du Dorset et des parties de l'ouest du Hampshire en Angleterre.
Avant l’adoption uniforme de la représentation proportionnelle en 1999, le Royaume-Uni utilisait le système uninominal à un tour pour les élections européennes en Angleterre, en Écosse et au pays de Galles. Les conscriptions du Parlement européen utilisées dans ce système étaient plus petites que les circonscriptions régionales les plus récentes et ne comptaient chacune qu'un seul membre au Parlement européen.

## Limites
La circonscription se composait des circonscriptions du Parlement de Westminster de Bournemouth East, Bournemouth West, Christchurch, New Forest, North Dorset, Poole, Romsey and Waterside et South Dorset.
La circonscription a remplacé la plupart du Wessex et certaines parties du Hampshire West. Il a lui-même été remplacé par une grande partie du Dorset and East Devon et des parties d'Itchen, Test and Avon en 1994. Ces sièges sont devenus une partie des circonscriptions beaucoup plus grandes du Sud-Ouest de l'Angleterre et du Sud-Est de l'Angleterre en 1999.

## Membre du Parlement européen
| Élection                                                            | Élection | Membre                                                                                            | Parti                                                                                             |                                                                                                   |
| ------------------------------------------------------------------- | -------- | ------------------------------------------------------------------------------------------------- | ------------------------------------------------------------------------------------------------- | ------------------------------------------------------------------------------------------------- |
| circonscription crée, partie de Wessex et Hampshire West avant 1984 |          |                                                                                                   |                                                                                                   |                                                                                                   |
|                                                                     | 1984     | Bryan Cassidy                                                                                     | Conservateur                                                                                      |                                                                                                   |
| 1994                                                                | 1994     | circonscription abolie, partie de Dorset and East Devon et Itchen, Test and Avon à partir de 1994 | circonscription abolie, partie de Dorset and East Devon et Itchen, Test and Avon à partir de 1994 | circonscription abolie, partie de Dorset and East Devon et Itchen, Test and Avon à partir de 1994 |

## Résultats des élections
Les candidats élus sont indiqués en gras.
| Parti         | Parti                            | Candidat                         | Voix    | %    | ± |
| ------------- | -------------------------------- | -------------------------------- | ------- | ---- | - |
|               | Conservateur                     | Bryan Cassidy                    | 109,072 | 57,6 | ' |
|               | Liberal                          | John Goss                        | 49,181  | 25,9 |   |
|               | Travailliste                     | D. T. James                      | 31,223  | 16,5 |   |
| Majorité      | Majorité                         | Majorité                         | 59,891  | 31,7 |   |
| Participation | Participation                    | Participation                    | 189,476 | 33,5 |   |
|               | New creation: Conservateur gain. | New creation: Conservateur gain. | Swing   | N/A  |   |

| Parti         | Parti                | Candidat             | Voix    | %    | ±     |
| ------------- | -------------------- | -------------------- | ------- | ---- | ----- |
|               | Conservateur         | Bryan Cassidy        | 111,469 | 50,4 | -7.2  |
|               | Green                | Krystyna Bradbury    | 49,695  | 22,5 | New   |
|               | Travailliste         | Haydn White          | 38,011  | 17,2 | +0.7  |
|               | SLD                  | Howard Legg          | 21,809  | 9,9  | -16.0 |
| Majorité      | Majorité             | Majorité             | 61,774  | 27,9 | -3.8  |
| Participation | Participation        | Participation        | 229,984 | 36,3 | +2.8  |
|               | Conservateur retenir | Conservateur retenir | Swing   |      |       |